# Sainte-Marguerite-d'Elle
Sainte-Marguerite-d'Elle és un municipi francès situat al departament de Calvados i a la regió de Normandia. L'any 2007 tenia 755 habitants.

## Demografia

### Població
El 2007 la població de fet de Sainte-Marguerite-d'Elle era de 755 persones. Hi havia 300 famílies de les quals 80 eren unipersonals (28 homes vivint sols i 52 dones vivint soles), 108 parelles sense fills, 108 parelles amb fills i 4 famílies monoparentals amb fills.
La població ha evolucionat segons el següent gràfic:
Habitants censats

### Habitatges
El 2007 hi havia 363 habitatges, 303 eren l'habitatge principal de la família, 32 eren segones residències i 27 estaven desocupats. 328 eren cases i 29 eren apartaments. Dels 303 habitatges principals, 214 estaven ocupats pels seus propietaris, 83 estaven llogats i ocupats pels llogaters i 7 estaven cedits a títol gratuït; 2 tenien una cambra, 16 en tenien dues, 65 en tenien tres, 78 en tenien quatre i 143 en tenien cinc o més. 219 habitatges disposaven pel capbaix d'una plaça de pàrquing. A 142 habitatges hi havia un automòbil i a 131 n'hi havia dos o més.

### Piràmide de població
La piràmide de població per edats i sexe el 2009 era:
| Homes | Edats   | Dones |
| ----- | ------- | ----- |
| 0     | 95 o +  | 4     |
| 0     | 90 a 94 | 4     |
| 0     | 85 a 89 | 8     |
| 4     | 80 a 84 | 8     |
| 12    | 75 a 79 | 16    |
| 24    | 70 a 74 | 20    |
| 24    | 65 a 69 | 24    |
| 16    | 60 a 64 | 24    |
| 8     | 55 a 59 | 12    |
| 32    | 50 a 54 | 8     |
| 32    | 45 a 49 | 36    |
| 40    | 40 a 44 | 36    |
| 36    | 35 a 39 | 32    |
| 32    | 30 a 34 | 16    |
| 4     | 25 a 29 | 8     |
| 32    | 20 a 24 | 20    |
| 16    | 15 a 19 | 40    |
| 40    | 10 a 14 | 24    |
| 8     | 5 a 9   | 24    |
| 16    | 0 a 4   | 12    |

## Economia
El 2007 la població en edat de treballar era de 474 persones, 318 eren actives i 156 eren inactives. De les 318 persones actives 288 estaven ocupades (156 homes i 132 dones) i 30 estaven aturades (11 homes i 19 dones). De les 156 persones inactives 57 estaven jubilades, 40 estaven estudiant i 59 estaven classificades com a «altres inactius».

### Ingressos
El 2009 a Sainte-Marguerite-d'Elle hi havia 313 unitats fiscals que integraven 786,5 persones, la mediana anual d'ingressos fiscals per persona era de 14.356 €.

### Activitats econòmiques
Dels 25 establiments que hi havia el 2007, 2 eren d'empreses alimentàries, 4 d'empreses de construcció, 10 d'empreses de comerç i reparació d'automòbils, 1 d'una empresa de transport, 1 d'una empresa immobiliària, 2 d'empreses de serveis, 3 d'entitats de l'administració pública i 2 d'empreses classificades com a «altres activitats de serveis».
Dels 7 establiments de servei als particulars que hi havia el 2009, 1 era una oficina de correu, 1 paleta, 1 guixaire pintor, 1 lampisteria, 2 perruqueries i 1 agència immobiliària.
Dels 3 establiments comercials que hi havia el 2009, 1 era una botiga de més de 120 m², 1 una fleca i 1 un drogueria.
L'any 2000 a Sainte-Marguerite-d'Elle hi havia 42 explotacions agrícoles que ocupaven un total de 1.600 hectàrees.

## Equipaments sanitaris i escolars
El 2009 hi havia 1 escola elemental i 1 escola elemental integrada dins d'un grup escolar amb les comunes properes formant una escola dispersa.

## Poblacions més properes
El següent diagrama mostra les poblacions més properes.